# 4606 Saheki
4606 Saheki је астероид главног астероидног појаса чија средња удаљеност од Сунца износи 2,251 астрономских јединица (АЈ).
Апсолутна магнитуда астероида је 12,7.